# Sicamous
Sicamous è una municipalità distrettuale del Canada, situata in Columbia Britannica, nel distretto regionale di Columbia-Shuswap.